# Гельвела блюдчаста
Гельвела блюдчаста (Helvella acetabulum) — вид грибів роду гельвела (Helvella). Гриб входить до Червоного списку Херсонської області.

## Будова
Цей відносно великий чашеподібний гриб характеризується жовтувато-коричневим плодовим тілом з виступаючими ребрами. Ребра починаються від кремового кольору стовбура і поширюється майже до краю плодового тіла. Плодові тіла досягають розмірів 8 см у діаметрі та 4 см у висоту. Спори гладкі, еліптичні, напівпрозорі, 18–20 на 12–14 мкм.

## Поширення та середовище існування
Поширений у Північній Америці та Європі. Також росте в Ізраїлі, Йорданії, Туреччині, Ірані, Китаї (Синьцзян) і Японії. Плодові тіла ростуть на піщаних ґрунтах поодиноко, розкидано або згруповані разом як у хвойних так і в листяних лісах, як правило, навесні і влітку.

## Практичне використання
Хоча його можна вважати їстівним, він не рекомендується для вживання в їжу, якщо не приготовлений ретельно, оскільки гриб містить токсин гіромітрин. Гіромітрин чутливий до нагрівання і руйнується при приготуванні їжі. Запах і смак цього гриба своєрідний.

## Подібні види
Helvella queletii приблизно аналогічної форми й зовнішнього вигляду, але ребра в цього виду не поширюються на поля, як у H. acetabulum. Helvella griseoalba має ребра, які простягаються на півдорогу вгору по сторонам плодового тіла, але колір чашечки від блідо до темно-сірого, а не кремовий. Плодові тіла також нагадують Helvella costifera, але останній вид має сірувато-бурий гіменій; як і H. acetabulum має ребра, які простягаються на більшу частину зовнішньої поверхні плодового тіла. Helvella robusta також схожа на H. acetabulum, але має світліший гіменій і кремезне стебло і часто в зрілому віці має край плодового тіла зігнутий над стеблом.